# Красный Октябрь (баскетбольный клуб)
«Красный Октябрь» — российский баскетбольный клуб из Волгограда.

## История
Летом 2012 года, по инициативе исполнительного директора завода «Красный Октябрь» Дмитрия Герасименко, был основан одноименный клуб. Команда успела заявиться в турнир Суперлиги сезона 2012/2013. Сам же Герасименко не только выступил в роли инвестора, но также вошел в основной состав. В команду также были включены талантливые молодые игроки, такие как Роман Бажунаишвили, Артём Комиссаров, Андрей Ворон, Георгий Егоров и воспитанники волгоградского баскетбола Алексей Марченко, Роман Садыков и ветеран Алексей Прохоренко. Лидером по результативности стал бывший центровой сборной России Фёдор Лихолитов. «Красный Октябрь» занял 11 место в регулярном чемпионате и вышла в 1/8 финала плей-офф Суперлиги.
В сезон 2013/2014 команда вошла с совсем другими амбициями. Впервые с сезона 1997/1998 баскетбольный клуб из Волгоградской области вышел в сильнейший российский баскетбольный дивизион. Единая лига ВТБ предоставила «Красному Октябрю» уайлд-кард, тем самым, волгоградская команда получила возможность сразиться не только с сильнейшими командами России, но и с сильнейшими командами из Восточной Европы. Помимо выступления в Единой лиге ВТБ, «Красный Октябрь» принял участие в розыгрыше Кубка России. Состав «Красного Октября» пополнили новые игроки, среди которых легионеры с опытом выступления в сильнейших национальных первенствах Европы.
В сезонах 2013/14 и 2014/15 домашней ареной команды был Дворец спорта волгоградских профсоюзов. В сезоне 2015/16 команда провела часть домашних матчей в Москве — в ДС «Динамо» в Крылатском, часть — в Волгограде в СК «Альянс-баскет».
30 августа 2016 года было принято решение, что «Красный Октябрь» не примет участие в сезоне-2016/17 Единой Лиги ВТБ в связи с задолженностями по зарплате перед бывшим игроком и тренером команды, недопуском арены клуба к проведению спортивных мероприятий.

## Результаты выступлений
| Сезон     | Единая лига ВТБ | Чемпионат России | Суперлига | Кубок России | Европейские турниры       |
| --------- | --------------- | ---------------- | --------- | ------------ | ------------------------- |
| 2012/2013 | —               | —                | 14 место  | 1/16 финала  | —                         |
| 2013/2014 | 1/8 финала      | 9 место          | —         | 3 место      | —                         |
| 2014/2015 | 12 место        | 9 место          | —         | 1/8 финала   | Еврокубок: Last-32        |
| 2015/2016 | 9 место         | 8 место          | —         | 1/8 финала   | Еврокубок: Групповой этап |

## Экипировка и спонсоры
| Период    | Производитель | Титульный спонсор |
| 2012      | 220           | —                 |
| 2013—2014 | Nike          | Danieli           |
| 2014—2015 | Joma          | Восток-сервис     |

## Главные тренеры
- 2012—2013 —  Андрей Лалетин
- 2013—2014 —  Валентин Берестнёв
- 2014—2015 —  Дирк Бауэрманн
- 2015—2016 —  Кирилл Большаков

## Достижения
Кубок России
- Бронзовый призёр: 2013/2014

### Личные награды
Единая лига ВТБ
Лучший снайпер
- 2014/2015 —  Рэнди Калпеппер

MVP месяца
- март 2014 —  Уилли Дин

Суперлига
Символическая пятёрка
- 2012/2013 —  Фёдор Лихолитов

Кубок России
Символическая пятёрка
- 2013/2014 —  Вон Уэйфер

## Текущий состав
| \| Поз. \| № \| Гражд. \| Имя \| Дата рождения (возраст) \| Рост \| Вес \| Звание \| \| ---- \| -- \| ------ \| ------------------- \| ------------------------- \| ------ \| ------ \| ------ \| \| РЗ \| 1 \| \| Максим Ткаченко \| 16 января 1992 (33 года) \| 184 см \| 83 кг \| \| \| ЛФ \| 4 \| \| Дмитрий Герасименко \| 29 сентября 1978 (46 лет) \| 199 см \| 100 кг \| \| \| АЗ \| 12 \| \| Василий Заворуев \| 13 января 1987 (38 лет) \| 196 см \| 81 кг \| \| \| ТФ \| 13 \| \| Дмитрий Коршаков \| 11 марта 1991 (34 года) \| 201 см \| 98 кг \| \| \| АЗ \| 14 \| \| Алексей Зозулин \| 14 января 1983 (42 года) \| 198 см \| 98 кг \| \| \| З \| 15 \| \| Денис Маган \| 19 мая 1993 (32 года) \| 196 см \| 83 кг \| \| \| Ц \| 23 \| \| Павел Бугаенко \| 10 июля 1994 (31 год) \| 205 см \| 102 кг \| \| \| ЛФ \| 33 \| \| Макс Конате \| 22 марта 1991 (34 года) \| 201 см \| 104 кг \| \| \| ЛФ \| 41 \| \| Давон Джефферсон \| 3 ноября 1986 (38 лет) \| 201 см \| 104 кг \| \| | Главный тренер - Кирилл Большаков Ассистенты тренера - Егор Большаков Легенда - (К) — Капитан команды Последнее изменение: 6 июля 2016 года |              |                     |                           |        |        |        |
| Поз. | № | Гражд.       | Имя                 | Дата рождения (возраст)   | Рост   | Вес    | Звание |
| РЗ | 1 | Флаг России  | Максим Ткаченко     | 16 января 1992 (33 года)  | 184 см | 83 кг  |        |
| ЛФ | 4 | Флаг России  | Дмитрий Герасименко | 29 сентября 1978 (46 лет) | 199 см | 100 кг |        |
| АЗ | 12 | Флаг России  | Василий Заворуев    | 13 января 1987 (38 лет)   | 196 см | 81 кг  |        |
| ТФ | 13 | Флаг России  | Дмитрий Коршаков    | 11 марта 1991 (34 года)   | 201 см | 98 кг  |        |
| АЗ | 14 | Флаг России  | Алексей Зозулин     | 14 января 1983 (42 года)  | 198 см | 98 кг  |        |
| З | 15 | Флаг России  | Денис Маган         | 19 мая 1993 (32 года)     | 196 см | 83 кг  |        |
| Ц | 23 | Флаг России  | Павел Бугаенко      | 10 июля 1994 (31 год)     | 205 см | 102 кг |        |
| ЛФ | 33 | Флаг Украины | Макс Конате         | 22 марта 1991 (34 года)   | 201 см | 104 кг |        |
| ЛФ | 41 | Флаг США     | Давон Джефферсон    | 3 ноября 1986 (38 лет)    | 201 см | 104 кг |        |